# ハリン
ハリン (Halin, ソマリ語: Xalin) はソマリランドのスール地域にある村。

## 行政
伝統的な長老会議と、村落の集会が行政を担っており、村長も長老会議や集会で推薦される。選挙は行われない。
法制度はシャリーアに基づく慣習法である。

## 住民
ソマリ人のデュルバハンテ氏族が主体。推定総人口は500～600人で、130世帯、郊外を含めると約1300人、210世帯が暮らしている。
一般的な住民とは別に、ティモウェインと呼ばれる宗教を司る職業集団家系があり、52家族が属している。

## 環境
スール地域では珍しく、ハリンには年間を通じて水が流れる川がある。
年間降水量は100～200ミリメートル程度であり、頻繁に旱魃の被害を受ける。
現地でガランワと呼ばれるマメ科のメスキートが外来種として脅威となっている。

## 産業
以前はナツメヤシ、サトウキビなどが栽培され、牧畜も行われていたが、侵略的外来種でマメ科のガランワが雑草となり、作物も牧草も大きく被害を受けている。
主な出荷先はカルド、ガローウェなどプントランドの諸都市であり、ソマリランドやソマリア中央部にも出荷されている。
2019年の報道によれば、トマト、タマネギ、ピーマン、レタス、キャベツなどが育てられている。報道に答えた住民の月収は160ドルだった。

## 教育
村には小中学校があり、生徒の約40パーセントが女性である。ディアスポラの資金で運営されている。村に高校は無く、ほとんどの家庭では都市の高校に行かせる金がないため、中学校で教育を終える。

## 医療
村には医療設備が無く、最も近いのはラス・アノドの病院である。特に妊婦が危険にさらされることが多い。

## 歴史
ハリンは古くからある集落で、20世紀初めにサイイド・ムハンマド・アブドゥラー・ハッサンがイギリスに反乱を起こした時に拠点の一つだった。
1963年からソマリア内戦開始(1990年頃)まで、ナツメヤシ農業協同組合があり、周辺の牧畜村落よりも行政機構は発達していた。1980年代には砂糖が年間800～100kg生産されていた。
2013年12月、チャツモ国とソマリランドとの戦闘を避けるため、ハリンの住民が避難した。
2015年から2017年に発生した大旱魃でも大きな被害を受けた。
2017年8月、ハリン地区を訪れたソマリランド選挙管理担当者が負傷した。
2019年5月、大雨により、ハリン地域は大きな被害を受けた。